# جلكى بحرية
الجلكى البحرية (الاسم العلمي: Petromyzon marinus) (بالإنجليزية: eel sucker)‏ هي نوع من الحيوانات المائية يتبع جنس الجلكى الماصة الحجر من فصيلة الجلكية.